# Episodi di Doraemon (serie animata 1979) (prima stagione)
Questa è la lista degli episodi della prima stagione dell'anime 1979 di Doraemon, trasmessa dal 25 ottobre 1982 al 2 febbraio 1983 su Rai 2, nel programma televisivo per ragazzi Tandem, per un totale di 228 episodi; i restanti 7 episodi rimangono inediti.
I titoli degli episodi trasmessi fra l'8 novembre 1982 e il 7 gennaio 1983 sono riportati nei Corrieri dei piccoli dell'epoca; ulteriori titoli sono presenti negli archivi Rai di Roma e ricavabili mediante il servizio Rai Teche. Non essendo ancora avvenuta la digitalizzazione del materiale in questione gli episodi non risultano visibili e, in alcuni casi, neppure reperibili: la lista seguente è pertanto da considerarsi parziale. Nei casi in cui il titolo ufficiale dell'episodio trasmesso non risulti disponibile, ne è presente la traduzione letterale.

## Episodi

### Episodi 51 - 100
| Nº Ja | Nº It | Titolo italiano Giapponese 「Kanji」 - Rōmaji | In onda        | In onda          |
| Nº Ja | Nº It | Titolo italiano Giapponese 「Kanji」 - Rōmaji | Giapponese     | Italiano         |
| 51    | 51    | Il cerchietto della volontà 「ごくうリング」 - Goku u ringu | 30 maggio 1979 | 11 novembre 1982 |
| 51    | 51    | Doraemon presta a Guglielmo il cerchio della volontà, in grado di far diventare il ragazzo studioso e serio. Presto Guglielmo si stanca e vorrebbe toglierlo, ma non gli è possibile. Infine Giangi glielo ruba, scoprendone personalmente i suoi effetti. |                |                  |
| 52    | 52    | L'albero appartamento 「アパートの木」 - Apāto no ki | 31 maggio 1979 | 12 novembre 1982 |
| 53    | 53    | Tiro al bersaglio 「実物射的」 - Jitsubutsu shateki | 1º giugno 1979 | 12 novembre 1982 |
| 54    | 54    | Caccia al colpevole 「実物射的」 - Taimu mashin de hannin o | 2 giugno 1979  | 12 novembre 1982 |
| 55    | 55    | Duelli con la pistola 「けんじゅう王コンテスト」 - Ken juu ou kontesuto | 4 giugno 1979  | 15 novembre 1982 |
| 55    | 55    | Mentre Guglielmo gioca con una pistola giocattolo, Doraemon gli mostra la pistola ad aria capace di concentrare una grande massa d'aria e grazie a essa scaraventare il nemico quando si pronuncia "bang!". In seguito Guglielmo e un gruppo di ragazzi giocano a fare i pistoleri con il chiusky. |                |                  |
| 56    | 56    | La scatola delle multe 「ばっ金箱」 - Bak kanebako | 5 giugno 1979  | 15 novembre 1982 |
| 56    | 56    | Dopo che Giangi ha bucato un pallone, egli decide di fare una colletta per comprarne uno nuovo. Doraemon tira fuori quindi la scatola delle multe: quando un ragazzo viene sgridato, dovrà pagare alla scatola una "multa". Mentre Guglielmo riesce a non essere sgridato, gli altri ragazzi vengono sgridati varie volte (in particolare Giangi), accumulando abbastanza soldi per comprare il pallone. |                |                  |
| 57    | 57    | Mini-casa robot 「ハウスロボット」 - Hausu robotto | 6 giugno 1979  | 15 novembre 1982 |
| 57    | 57    | Giangi costringe Guglielmo a riordinare la sua stanza; Doraemon aiuta l'amico con la mini casa robot, in grado di robotizzare la casa e riordinarsi da sola. Quando Giangi ritorna, tratta male la casa robotizzata, che lo scaccia via e lo chiude fuori. |                |                  |
| 58    | 58    | L'isola deserta 「のび太漂流記」 - Nobita hyouryuu ki | 7 giugno 1979  | 16 novembre 1982 |
| 58    | 58    | Guglielmo vuole testare le sue abilità di sopravvivenza e decide di andare su un'isola deserta. Il ragazzo tuttavia si trova diverse volte nei guai e ogni volta Doraemon lo aiuta di nascosto, finché non decide di tornare a casa e raccontare l'avventura agli amici. |                |                  |
| 59    | 59    | Mattoni d'aria 「空気ブロックせいぞう機」 - Kuuki burokku sei zou ki | 8 giugno 1979  | 16 novembre 1982 |
| 59    | 59    | Per evitare che la madre trovi i compiti in classe dove Guglielmo ha preso zero, Doraemon crea un muro d'aria con un chiusky. In seguito il ragazzo usa il chiusky nel tentativo di raggiungere l'arcobaleno, ma precipita nel vuoto e viene salvato in tempo da Doraemon. |                |                  |
| 60    | 60    | Lo spray magico 「つづきスプレー」 - Tsuduki supurē | 9 giugno 1979  | 16 novembre 1982 |
| 60    | 60    | Mentre Guglielmo cerca di disegnare una nave, Doraemon spruzza sul disegno lo spray magico, capace di mostrare il proseguimento di un disegno. I due amici si recano a casa di un collezionista di opere d'arte a vedere su di esse cosa accadrà dopo l'azione rappresentata, venendo allontanati per questo. Tornati a casa, spruzzano lo spray su una banconota, facendo spaventare la madre dall'animazione dell'effigie. |                |                  |
| 61    | 61    | Oggetti smarriti 「なくし物とりよせ機」 - Nakushi butsu toriyose ki | 11 giugno 1979 | 17 novembre 1982 |
| 61    | 61    | Per aiutare Guglielmo a trovare un anello che ha perso, Doraemon gli presta un chiusky in grado di trovare gli oggetti smarriti. In seguito, mentre si diverte con la roba smarrita, finisce per pensare di non avere futuro, ma riesce a motivarsi nello studio grazie a un regalo della nonna. |                |                  |
| 62    | 62    | L'antenna 「あらかじめアンテナ」 - Arakajime antena | 12 giugno 1979 | 17 novembre 1982 |
| 62    | 62    | Doraemon tira fuori un'antenna segnalatrice, in grado di rilevare in anticipo ciò che accadrà e suggerisce il da farsi a chi la indossa. Quando Nobisuke la indossa per andare a trovare due persone, si ritrova con l'occorrente per una serie di circostanze; tuttavia ciò mette l'uomo in imbarazzo. |                |                  |
| 63    | 63    | La voce 「声のかたまり」 - Koe no katamari | 13 giugno 1979 | 17 novembre 1982 |
| 63    | 63    | Per aiutare Guglielmo a difendersi da Giangi, Doraemon gli fa bere una speciale medicina in grado di solidificare la voce quando si parla forte. Dopo aver aiutato alcune persone con il suo "potere", Guglielmo incontra Giangi, ma l'effetto è finito e viene inseguito dal bullo. Tuttavia il cane di Susy beve un po' di medicina e riesce a sconfiggere Giangi e Zippo. Tornato a casa, Guglielmo trova la stanza invasa di lettere: Doraemon ha il raffreddore e ha bevuto la medicina anche lui.                                                                    |                |                  |
| 64    | 64    | La stella dei desideri 「ねがい星」 - Negai boshi | 14 giugno 1979 | 18 novembre 1982 |
| 64    | 64    | Doraemon sotterra vari chiusky pericolosi, tra cui una stella dei desideri, che realizzerebbe qualunque desiderio. Giangi e Zippo lo scoprono e rubano la stella, che continua a sbagliare a realizzare i desideri. Infine Doraemon e Guglielmo pregano affinché una costellazione a forma di stella realizzi i loro desideri. |                |                  |
| 65    | 65    | La grande battaglia 「ラジコン大海戦」 - Rajikon dai kaisen | 15 giugno 1979 | 18 novembre 1982 |
| 65    | 65    | Guglielmo gioca con una barca telecomandata, che viene affondata da una nave di dimensioni giganti di Zippo. Guglielmo e Doraemon allora si rimpiccioliscono e si impossessano della nave, che viene abbattuta da un missile di un aereo in miniatura costruito dal cugino di Zippo. Doraemon e Guglielmo, a bordo di un modellino di sottomarino, riescono ad abbattere gli aerei nemici e anche la barca con su Zippo e il cugino. |                |                  |
| 66    | 66    | Una nuova macchina fotografica 「ＸＹＺ線カメラ」 - XYZ sen kamera | 16 giugno 1979 | 18 novembre 1982 |
| 66    | 66    | Doraemon tira fuori una macchina fotografica in grado di vedere cosa si cela sotto qualcosa. Guglielmo e Doraemon usano il chiusky per vedere il contenuto di un regalo, se in una casa c'è qualcuno e se Zippo ha rubato una caramella. Quando vorrebbero usarlo per fotografare Susy, la pellicola finisce. |                |                  |
| 67    | 67    | Paura dei lampi 「カミナリになれよう」 - Kaminari ni nareyo u | 18 giugno 1979 | 19 novembre 1982 |
| 67    | 67    | Guglielmo ha paura dei lampi e viene deriso da Giangi e Zippo. Per aiutare l'amico a superare la fobia, Doraemon gli offre una nube temporalesca in miniatura: emanerà un lampo ogni volta che si tirerà una corda. Grazie a ciò riesce a prendersi la rivincita su Giangi e Zippo; tuttavia quando Tamara tira la corda si arrabbia per lo scherzo e, dalla rabbia, emana letteralmente fulmini. |                |                  |
| 68    | 68    | L'uomo del futuro 「未来世界の怪人」 - Mirai sekai no kaijin | 19 giugno 1979 | 19 novembre 1982 |
| 68    | 68    | Guglielmo vorrebbe vendicarsi di Giangi con dei chiusky, ma il bullo possiede le stesse cose più potenziate. Doraemon scopre poi che Giangi possiede una borsa del futuro, che risulta essere stata rubata da un criminale, che viene arrestato prima che possa uccidere Guglielmo, Doraemon e Giangi. |                |                  |
| 69    | 69    | Previsioni del tempo 「お天気ボックス」 - O tenki bokkusu | 20 giugno 1979 | 19 novembre 1982 |
| 69    | 69    | A causa delle previsioni meteo avverse Giangi, Zippo, Susy e Guglielmo devono rinunciare a un'escursione programmata il giorno dopo. Quest'ultimo tuttavia sostiene che il tempo sarà bello e scommette con Zippo che chi dei due perderà la scommessa riceverà 10 pugni. Doraemon tira fuori un macchinario in grado di controllare il tempo mediante delle schede. Tuttavia finisce per perdere la scheda del sole e, quando Guglielmo pensa di essere spacciato, Doraemon aspira tutte le nuvole tramite uno speciale secchio. Il gruppo può così andare in gita.       |                |                  |
| 70    | 70    | Il satellite domestico 「自家用衛星」 - Jikayou eisei | 21 giugno 1979 | 22 novembre 1982 |
| 70    | 70    | Guglielmo avvista un UFO, ma gli amici lo deridono, perché i media sostengono che sia un satellite. Guglielmo e Doraemon allora mandano nello spazio dei satelliti del futuro per poter osservare gli altri, trasmettere suoni, cambiare il meteo e dare una lezione a Giangi e Zippo. Quella sera i due amici avvistano i satelliti da loro lanciati, ma non vengono creduti dagli amici, poiché questa volta i media li scambiano per UFO. |                |                  |
| 71    | 71    | Il bambino prodigio 「人生やりなおし機」 - Jinsei yarinaoshi ki | 22 giugno 1979 | 22 novembre 1982 |
| 71    | 71    | Dopo aver visto un bambino prodigio, Guglielmo vorrebbe tornare ad avere 4 anni avendo l'intelligenza attuale. Una volta tornato indietro nel tempo con un chiusky, Guglielmo è contento di essere un bambino prodigio, ma ben presto scopre che il chiusky ha un effetto limitato ed è costretto a tornare come prima. |                |                  |
| 72    | 72    | Super Dan 「スーパーダン」 - Sūpā Dan | 23 giugno 1979 | 22 novembre 1982 |
| 72    | 72    | Giangi vuole fare il supereroe e Guglielmo è costretto a fare il "cattivo". Doraemon allora presta all'amico un mantello da supereroe del futuro; tuttavia Guglielmo si comporta come Giangi e viene abbandonato dagli amici. Poco dopo il ragazzo cerca di recuperare il pesce rubato da un gatto che, durante uno scontro, riesce a impossessarsi del mantello e rischia di far cadere dal tetto di una casa Guglielmo, che viene salvato da Doraemon. |                |                  |
| 73    | 73    | L'identikit 「お客の顔を組み 立てよう」 - Okyaku no kao o kumi tateyou | 25 giugno 1979 | 23 novembre 1982 |
| 74    | 74    | Bugie e verità 「ソノウソホント」 - Sonousohonto | 26 giugno 1979 | 23 novembre 1982 |
| 75    | 75    | Una piccola robot innamorata 「ロボ子が愛してる」 - Robo-ko ga itoshi teru | 27 giugno 1979 | 23 novembre 1982 |
| 76    | 76    | Le nuvole 「雲ざいくで遊ぼう」 - Kumo zaiku de asobou | 28 giugno 1979 | 24 novembre 1982 |
| 77    | 77    | La primavera 「ウラオモテックス」 - Uraomotekkusu | 29 giugno 1979 | 24 novembre 1982 |
| 78    | 78    | L'extraterrestre 「ニセ宇宙人」 - Nise uchūbito | 30 giugno 1979 | 24 novembre 1982 |
| 79    | 79    | Il libro vivente 「ほんもの図鑑」 - Hon mo no zukan | 2 luglio 1979  | 25 novembre 1982 |
| 79    | 79    | Doraemon mostra a Guglielmo l'aspetto di una scimmia spettro grazie a uno speciale libro vivente che permette di far uscire dalle illustrazioni le immagini. Quando Guglielmo parla di ciò con gli amici, essi gli rubano tutti i libri. Dopo che Doraemon se li è fatti restituire, scopre che manca quello di Zippo, che è stato sollevato dalla proboscide di un elefante. Dopo alcuni tentativi falliti, Doraemon riesce a far tornare nel libro il pachiderma, ma finisce per bloccare nelle pagine anche Guglielmo.                                                  |                |                  |
| 80    | 80    | La macchina fotografica per belli 「めんくいカメラ」 - Men kui kamera | 3 luglio 1979  | 25 novembre 1982 |
| 80    | 80    | Guglielmo scopre casualmente che Doraemon possiede una macchina fotografica che si rifiuta di scattare immagini alle facce buffe come la sua e sdegnato gliela sottrae per mostrarla agli amici. Quando Guglielmo sta per fotografare Giangi, Doraemon lo ferma e, mentre escogita un piano, il bullo si arrabbia, spaventando la macchina fotografica, che decide di fotografargli la faccia. |                |                  |
| 81    | 81    | Il giorno della mia nascita 「ぼくの生まれた日」 - Boku no umare ta hi | 4 luglio 1979  | 25 novembre 1982 |
| 81    | 81    | Per scoprire se è stato adottato o meno, Guglielmo decide di tornare al giorno della nascita insieme a Doraemon. In ospedale, Guglielmo origlia una conversazione dei genitori su come sarà il loro figlio da grande e, tornato nel presente, sente di averli delusi e si dà da fare con lo studio. |                |                  |
| 82    | 82    | La fabbrica degli incidenti 「さいなんくんれん機」 - Sainan kun ren ki | 5 luglio 1979  | 26 novembre 1982 |
| 82    | 82    | Guglielmo vorrebbe uscire, ma la madre gli impone di stare in casa, siccome arriverà un ospite. Per rallegrare il ragazzo, Doraemon tira fuori la macchina per incidenti, in grado di produrre catastrofi. Quando l'ospite arriva, i due amici lasciano l'ospite da solo e accendono la macchina, facendo credere all'uomo che la casa sia in fiamme, che ci sia un terremoto e poi un'alluvione. Doraemon spegne la macchina e viene rimproverato insieme a Gugliemo dalla madre.                                                                                         |                |                  |
| 83    | 83    | Una piscina tra le nuvole 「雲の中のプール」 - Kumo no naka no pūru | 6 luglio 1979  | 26 novembre 1982 |
| 83    | 83    | Guglielmo vorrebbe imparare a nuotare, ma la piscina è affollata. Doraemon allora crea una piscina sospesa sulle nuvole e Guglielmo invita anche gli amici. Zippo e Giangi però decidono di crearsi una piscina tutta loro e gareggiano contro Doraemon, Guglielmo e Susy per chi crea la piscina più grande. I due bulli però attirano una nube temporalesca e finiscono per cadere a terra. |                |                  |
| 84    | 84    | Le gambe vagabonde 「人間切断機」 - Ningen setsudan ki | 7 luglio 1979  | 26 novembre 1982 |
| 84    | 84    | Mentre guarda la TV, Gugliemo è costretto dalla madre a comprare delle lampadine: Doraemon allora, grazie a una speciale sega, scinde le gambe con l'addome del ragazzo. Più tardi, sbrigata la commissione, le gambe fanno arrabbiare a Giangi e Zippo; Doraemon è costretto a far tornare Guglielmo come prima. |                |                  |
| 85    | 85    | Spiriti in conserva 「ゆうれいの干物」 - Yuu rei no hoshimono | 9 luglio 1979  | 29 novembre 1982 |
| 85    | 85    | Stufo di essere chiamato dalla madre, Guglielmo decide di andare a vivere in una villa abbandonata, che però viene affittata. Doraemon cerca di allontanare il nuovo inquilino con dei fantasmi, ma ogni volta fallisce. Alla fine, mentre Guglielmo dorme, Doraemon mette sotto la coperta un fantasma, spaventando il ragazzo. |                |                  |
| 86    | 86    | L’arco e la freccia 「弓やで学校へ」 - Yumi ya de gakkou he | 10 luglio 1979 | 29 novembre 1982 |
| 86    | 86    | Giangi e Zippo vedono Guglielmo lavarsi i denti e credono di essere in orario per la scuola. Grazie a uno speciale kit di tiro con l'arco, Guglielmo riesce ad arrivare puntuale alle lezioni, mentre Giangi e Zippo no e vengono puniti. Questi ultimi decidono perciò di vendicarsi rubando il chiusky, ma atterrano in una fognatura. |                |                  |
| 87    | 87    | La casa delle lumache 「デンデンハウスは気楽だな」 - Dendenhausu ha kiraku da na | 11 luglio 1979 | 29 novembre 1982 |
| 87    | 87    | Tamara vorrebbe vedere un compito in classe di Guglielmo, che lui ha perso, ma non viene creduto. Furioso, Guglielmo vorrebbe andarsene di casa, ma viene fermato da Doraemon, che gli dà la casa per lumache: chi entra dentro non verrà infastidito da nessuno. Guglielmo entra nella casa, finché Susy non restituisce il compito in classe di Guglielmo. Tamara allora chiede scusa al figlio per aver dubitato di lui, ma si mette a gridare quando scopre che Guglielmo ha preso nuovamente zero.                                                                    |                |                  |
| 88    | 88    | Lo specchio pubblicitario 「かがみでコマーシャル」 - Kagami de komāsharu | 12 luglio 1979 | 30 novembre 1982 |
| 88    | 88    | Tramite un chiusky, Doraemon e Guglielmo cercano di convincere negozianti a pubblicizzare i loro negozi, ma invano. Si imbattono poi in una pasticceria poco frequentata e, grazie al gadget, riescono a pubblicizzarla, attirando numerosi clienti. |                |                  |
| 89    | 89    | Il bambino mostro 「人間製造機」 - Ningen seizou ki | 13 luglio 1979 | 30 novembre 1982 |
| 89    | 89    | Doraemon lascia incustodita una macchina in grado di creare bambini. Guglielmo però la usa e Doraemon rivela che i bambini creati hanno poteri sovrumani e che, nel futuro, hanno tentato di conquistare intere nazioni. Per fermare la creatura è costretto a far tornare indietro il tempo con uno speciale orologio. |                |                  |
| 90    | 90    | Il diamante della mamma 「ママのダイヤを盗み出せ」 - Mama no daiya o nusumidase | 14 luglio 1979 | 30 novembre 1982 |
| 90    | 90    | Tamara parla con Doraemon e Guglielmo di quando venne rubato un anello di sua madre. I due amici decidono di tornare indietro nel tempo (il 10 luglio 1958) per recuperarlo. Qui Tamara bambina perde il gioiello mentre gioca e decidono di restituirlo alla proprietaria, la quale rivela ai ragazzi che è solo un pezzo di vetro e che l'ha usato per dare una lezione alla figlia. |                |                  |
| 91    | 91    | Il castello del fantasma (prima parte) 「ゆうれい城へ引っこし（前）」 - Yuu rei jou he hik koshi (zen) | 16 luglio 1979 | 1º dicembre 1982 |
| 91    | 91    | Il padre di Guglielmo vorrebbe trasferirsi più vicino al luogo di lavoro, ma costerebbe troppo. Per aiutare l'uomo, Doraemon e Guglielmo decidono di acquistare un castello in Germania e vanno a visitarlo di notte. Qui incontrano la proprietaria, Lotte, e suo zio Yosef, il quale rivela che c'è un fantasma che causerebbe delle disgrazie. Lotte e Yosef se ne vanno, così Doraemon e Guglielmo di fermano al castello, ma una minacciosa figura in armatura si avvicina a loro.                                                                                    |                |                  |
| 92    | 92    | Il castello del fantasma (seconda parte) 「ゆうれい城へ引っこし（後）」 - Yuu rei jou he hik koshi (go) | 17 luglio 1979 | 1º dicembre 1982 |
| 92    | 92    | Doraemon e Guglielmo fuggono a casa, prima che la figura riesca a raggiungerli. Intanto Lotte sospetta che la figura sia suo zio e inizia a inseguirlo, finendo per rimanere intrappolata in un passaggio segreto. Doraemon e Guglielmo apprendono quanto successo e decidono di tornare in Germania per salvare la donna, portando sul posto un avo della famiglia. Egli si fa dire da Yosef il nascondiglio di Lotte, cosicché possa essere tratta in salvo. L'antenato inoltre rivela il nascondiglio del tesoro e riesce a convincere Lotte a non vendere il castello. |                |                  |
| 93    | 93    | La polvere Donbura 「ドンブラ粉」 - Donbura ko | 18 luglio 1979 | 1º dicembre 1982 |
| 93    | 93    | Zippo, Giangi e Susy invitano Guglielmo ad andare in piscina, ma lui non sa nuotare. Doraemon cosparge l'amico con una polvere in grado di trasformare i contorni del corpo in acqua e gli insegna a nuotare. Mentre nuota, Guglielmo decide di vendicarsi di Giangi e Zippo, dopodiché rischia di affogare e viene salvato da Doraemon. |                |                  |
| 94    | 94    | L’ombrellino dell’amore 「あいあいパラソル」 - Aiai parasoru | 19 luglio 1979 | 2 dicembre 1982  |
| 94    | 94    | Guglielmo è geloso del fatto che Susy sia corteggiata anche da Carluccio. Per aiutare l'amico, Doraemon tira fuori uno speciale ombrellino in grado: stando sotto di esso per cinque minuti la persona a destra si innamorerà di quella a sinistra. Guglielmo cerca in diversi modi di convincere Susy a stare sotto l'ombrello, ma ogni volta l'esito non è quello sperato e ogni volta si innamorano le persone sbagliate. |                |                  |
| 95    | 95    | Fotomontaggi 「行かない旅行の記念写真」 - Ika nai ryokou no kinen shashin | 20 luglio 1979 | 2 dicembre 1982  |
| 95    | 95    | Zippo si vanta di essere stato alle Hawaii; pieno di invidia, Guglielmo afferma di aver fatto il giro del mondo, inducendo gli amici a voler vedere le sue foto. Grazie a un chiusky, Doraemon crea dei fotomontaggi con Guglielmo e i luoghi famosi del mondo. Quando Guglielmo mostra le foto agli amici, essi capiscono l'inganno quando vedono una foto del ragazzo sulla Luna. |                |                  |
| 96    | 96    | La spesa nel futuro 「未来からの買いもの」 - Mirai kara no kaimono | 21 luglio 1979 | 2 dicembre 1982  |
| 96    | 96    | Guglielmo vorrebbe avere una nuova bicicletta e, grazie a un catalogo del futuro, ne acquista una. Dopo che il ragazzo ha usato il catalogo per fare dai regali ai genitori e agli amici, Doraemon rivela che dovrà pagare il conto di quanto ordinato. Poco dopo un uomo del futuro arriva per riscuotere il pagamento e, dopo un breve inseguimento, rivela che la bicicletta è difettosa e decide di non far pagare il conto a Guglielmo. |                |                  |
| 97    | 97    | Crema di lupo 「おおかみ男クリーム」 - O okami otoko kurīmu | 23 luglio 1979 | 3 dicembre 1982  |
| 98    | 98    | Il gigante 「大男がでたぞ」 - Ōotoko ga deta zo | 24 luglio 1979 | 3 dicembre 1982  |
| 99    | 99    | Il re della notte 「夜の世界の王さまだ！」 - Yoru no sekai no ousama da! | 25 luglio 1979 | 3 dicembre 1982  |
| 99    | 99    | Per studiare di più, Guglielmo vorrebbe stare sveglio la notte; nonostante sia titubante, Doraemon gli dà una capsula che tiene svegli tutta la notte. Tuttavia, oltre a non studiare, trascorre la notte per strada, chiamando gli amici in sonno con uno speciale microfono. Il giorno dopo Guglielmo ha sonno, mentre Giangi e Zippo credono di aver sognato quanto trascorso quella notte. |                |                  |
| 100   | 100   | Lasciapassare universale 「オールマイティパス」 - Ōrumaitipasu | 26 luglio 1979 | 6 dicembre 1982  |
| 100   | 100   | Doraemon ha uno speciale lasciapassare che permette di prendere qualunque mezzo ed entrare ovunque e che scadrà tra 5 ore. Guglielmo glielo sottrae e ne approfitta per recuperare una palla e divertirsi con Susy. Tuttavia, il passaporto scade proprio quando Guglielmo e Susy sono a casa di un personaggio famoso e sono costretti a fuggire velocemente, per poi tornare a casa a piedi. |                |                  |

### Episodi 101 - 150
| Nº Ja | Nº It | Titolo italiano Giapponese 「Kanji」 - Rōmaji | In onda           | In onda          |
| Nº Ja | Nº It | Titolo italiano Giapponese 「Kanji」 - Rōmaji | Giapponese        | Italiano         |
| 101   | 101   | L’interruttore per dittatori 「どくさいスイッチ」 - Do kusai suicchi | 27 luglio 1979    | 6 dicembre 1982  |
| 101   | 101   | Dopo essere stato picchiato da Giangi, Guglielmo desidera che il bullo sparisca. Doraemon tira fuori l'interruttore per dittatori: premendolo si fa sparire una persona sia fisicamente che dai ricordi altrui. Seppur titubante, il ragazzo prende il chiusky e, quando Giangi sta per tirargli un colpo in testa, Guglielmo lo fa sparire con esso; poco dopo succede la stessa cosa con Zippo. Più tardi Guglielmo ha un incubo, a causa del quale fa sparire tutti: inizialmente è contento di poter fare quello che vuole, ma ben presto è triste di essere solo. Compare però Doraemon che riporta tutto come prima e spiega all'amico che non si possono odiare le persone solo perché danno fastidio. |                   |                  |
| 102   | 102   | L’ombra di Guglia 「かげがり」 - Kage gari | 28 luglio 1979    | 6 dicembre 1982  |
| 102   | 102   | Nonostante faccia caldo, Guglielmo è costretto a sradicare le erbacce. Grazie a uno speciale paio di forbici, Doraemon taglia l'ombra del ragazzo, la quale fa il lavoro al posto suo. Più tardi, mentre Guglielmo si riposa, fa lavorare l'ombra portandogli da bere, facendogli aria e facendogli portare un libro a un amico. Doraemon spiega però che l'ombra dopo un certo tempo va incollata ai piedi, altrimenti l'ombra e Guglielmo si scambieranno i ruoli. Dopo aver cercato in ogni modo di catturarla, Doraemon ci riesce usando lo stesso chiusky con Tamara. |                   |                  |
| 103   | 103   | Simulatore spaziale 「ロケットそうじゅう くんれん機」 - Roketto-sō-jū-kun ren-ki | 30 luglio 1979    | 7 dicembre 1982  |
| 104   | 104   | Un campo di riso 「タタミの田んぼ」 - Tataminotanbo | 31 luglio 1979    | 7 dicembre 1982  |
| 105   | 105   | Vacanze estive 「スピードどけい」 - Supīdo do kei | 1º agosto 1979    | 7 dicembre 1982  |
| 106   | 106   | Antenati vanitosi 「ホラふき御先祖」 - Hora fuki go senzo | 2 agosto 1979     | 8 dicembre 1982  |
| 106   | 106   | Guglielmo deve fare una ricerca sugli antenati. Il padre gli parla di un lontano parente soprannominato "Gugli il vantone", vissuto 150 anni prima e che diceva cose strane. Guglielmo e Doraemon decidono di tornare indietro nel tempo e portare nel presente l'avo, il cui vero nome è Gugli Ron. L'uomo tuttavia è terrorizzato dalle "novità" e i due amici decidono di portarlo al suo tempo, dove inizia a raccontare a modo suo quanto visto, inducendo gli abitanti a soprannominarlo "Gugli il vantone". |                   |                  |
| 107   | 107   | Tara la sincera 「正直太郎」 - Shōjiki tarō | 3 agosto 1979     | 8 dicembre 1982  |
| 107   | 107   | Lo zio Masko è innamorato e non sa come dirlo; Doraemon decide di prestargli una bambola in grado di dire quello che una persona sta pensando. Quando Doraemon e Guglielmo vanno a consegnarla, rimangono vittima di incidenti a causa della bambola e decidono di abbandonarla. Una volta chiamato lo zio, la bambola non c'è più e Doraemon e Guglielmo sono in difficoltà. Tuttavia essa viene trovata dall'amante dello zio e gli rivela i sentimenti. |                   |                  |
| 108   | 108   | Marina la musona 「表情コントローラー」 - Hyōjō kontorōrā | 4 agosto 1979     | 8 dicembre 1982  |
| 109   | 109   | Il muschio vivente 「ハロー宇宙人（前）」 - Harō uchūbito (ato) | 6 agosto 1979     | 9 dicembre 1982  |
| 110   | 110   | L’uomo spaziale 「ハロー宇宙人（後）」 - Harō uchūbito (mae) | 7 agosto 1979     | 9 dicembre 1982  |
| 111   | 111   | La lettura della lingua 「ベロ相うらない大当たり!」 - Bero ai uranai ōatari! | 8 agosto 1979     | 9 dicembre 1982  |
| 112   | 112   | La luce retrovisiva 「もどりライト」 - Modori raito | 9 agosto 1979     | 10 dicembre 1982 |
| 113   | 113   | Jekyll e Hyde 「ジキルハイド」 - Jikiruhaido | 10 agosto 1979    | 10 dicembre 1982 |
| 113   | 113   | Per farsi restituire il telescopio che ha prestato a Giangi, Guglielmo assume la medicina Jekyll e Hyde, in grado di avere la personalità opposta per dieci minuti. Mentre Guglielmo è a casa di Giangi, quest'ultimo assume tutte le pastiglie del contenitore, diventando gentile e restituendo a Guglielmo tutto ciò che gli aveva prestato. |                   |                  |
| 114   | 114   | Previsioni del futuro 「答えは一発！「みこみ予ほう機」」 - Kotae ha ichi hatsu! Mikomi hou ki | 11 agosto 1979    | 10 dicembre 1982 |
| 114   | 114   | Guglielmo si lamenta con Doraemon di non avere abbastanza soldi per soddisfare i suoi desideri e l'amico gli fa vedere un bambolotto in grado di dire se un certo desiderio è realizzabile o meno. Il bambolotto finisce però per far deprimere Guglielmo; tuttavia Doraemon gli rivela che le risposte del chiusky non sono definitive e lo sprona a non arrendersi alle difficoltà della vita. Guglielmo però decide di non darsi per vinto finché la madre non gli alzerà la paghetta. |                   |                  |
| 115   | 115   | Cooperativa gatti 「ネコが会社を作ったよ」 - Neko ga kaisha o tsukutta yo | 13 agosto 1979    | 13 dicembre 1982 |
| 116   | 116   | Il catalogo delle ragazze 「ガールフレンドカタログ」 - Gārufurendokatarogu | 14 agosto 1979    | 13 dicembre 1982 |
| 117   | 117   | Il teleprendi 「手にとり望遠鏡」 - Tenitoribōenkyō | 15 agosto 1979    | 13 dicembre 1982 |
| 118   | 118   | Pasticcini per cani 「家がだんだん遠くなる」 - Ie ga dandan tōku naru | 16 agosto 1979    | 14 dicembre 1982 |
| 119   | 119   | La candela del favore 「Yロウ作戦」 - Y rō sakusen | 17 agosto 1979    | 14 dicembre 1982 |
| 120   | 120   | L’isola deserta 「無人島へ家出」 - Mujintō e iede | 18 agosto 1979    | 14 dicembre 1982 |
| 121   | 121   | Un tasto per studiare 「サハラ砂漠で勉強できない」 - Saharasabaku de benkyō dekinai | 20 agosto 1979    | 15 dicembre 1982 |
| 122   | 122   | Sono simpatico 「ニクメナイン」 - Nikumenain | 21 agosto 1979    | 15 dicembre 1982 |
| 123   | 123   | Lo specchio bugiardo 「うそつきカガミ」 - Uso-tsuki kagami | 22 agosto 1979    | 15 dicembre 1982 |
| 124   | 124   | La corda prendi tutto 「なげーなげなわ」 - Nage nage na wa | 23 agosto 1979    | 16 dicembre 1982 |
| 125   | 125   | La casa dell’extraterrestre 「宇宙人の家」 - Uchūbito no ie | 24 agosto 1979    | 16 dicembre 1982 |
| 126   | 126   | La cattiva strada 「悪の道を進め」 - Aku no michi o susume | 25 agosto 1979    | 16 dicembre 1982 |
| 127   | -     | 「オトコンナを飲めば!」 - Otokon'na o nomeba! – "Lo spray maschio-femmina" | 27 agosto 1979    | inedito          |
| 128   | -     | 「ドロン葉」 - Doronpa – "La foglia inverti-persona" | 28 agosto 1979    | inedito          |
| 129   | -     | 「わすれとんかち」 - Wasure tonkachi – "Il martello della memoria" | 29 agosto 1979    | inedito          |
| 130   | 127   | La cuffia della risata 「わらってくらそう」 - Wara tte kurasou | 30 agosto 1979    | 17 dicembre 1982 |
| 131   | 128   | Il concerto degli insetti 「月の光と虫の声」 - Tsuki no hikari to mushi no koe | 31 agosto 1979    | 17 dicembre 1982 |
| 132   | 129   | Serpezebra 「ツチノコ見つけた!」 - Tsuchinoko mitsuketa! | 1º settembre 1979 | 17 dicembre 1982 |
| 133   | 130   | Il Tarzan spaziale (prima parte) 「宇宙ターザン（前）」 - Uchuu Tāzan (zen) | 3 settembre 1979  | 20 dicembre 1982 |
| 133   | 130   | Guglielmo è divertito da vedere un supereroe chiamato "Tarzan spaziale", che tra poco non andrà più in onda per i bassi ascolti. Guglielmo allora decide di fare in modo che il programma abbia nuovamente successo, creando una nuova location. Per lo scopo lui e Doraemon tornano indietro nel tempo di 100 milioni di anni fa, con lo scopo di offrire ai dinosauri un chiusky per farsi ubbidire, ma i tentativi falliscono. |                   |                  |
| 134   | 131   | Il Tarzan spaziale (seconda parte) 「宇宙ターザン（後）」 - Uchuu Tāzan (go) | 4 settembre 1979  | 20 dicembre 1982 |
| 134   | 131   | Guglielmo e Doraemon riescono a farsi ubbidire da una moltitudine di brontosauri. Conducono quindi il cast nell'epoca e grazie a ciò Tarzan spaziale acquisisce di nuovo popolarità. |                   |                  |
| 135   | -     | 「ミニカー教習所」 - Minikā kyōshūjo – "La scuola guida" | 5 settembre 1979  | inedito          |
| 136   | 132   | Ritorno all’infanzia 「タマシイムマシン」 - Tamashiimumashin | 6 settembre 1979  | 20 dicembre 1982 |
| 136   | 132   | Guglielmo vorrebbe tornare ai giorni della sua infanzia, siccome è stufo del comportamento della madre. Con un chiusky Doraemon fa tornare Guglielmo piccolo. Quando Guglielmo torna come prima, si rende conto che in realtà la madre, anche se severa, gli vuole bene. |                   |                  |
| 137   | -     | 「たとえ胃の中水の中」 - Tatoe i no nakamizu no naka – "L'opale perduto" | 7 settembre 1979  | inedito          |
| 138   | -     | 「ゆめのチャンネル」 - Yumenochan'neru – "Il canale dei sogni" | 8 settembre 1979  | inedito          |
| 139   | -     | 「進化退化放射線源」 - Shinkataikahōshasengen – "La pistola antico-futuristico" | 10 settembre 1979 | inedito          |
| 140   | 133   | L’armatura super 「ウルトラよろい」 - Urutorayoroi | 11 settembre 1979 | 21 dicembre 1982 |
| 141   | 134   | Vacanze alle terme 「温泉旅行」 - Onsen ryokō | 12 settembre 1979 | 21 dicembre 1982 |
| 142   | 135   | Giangi Superman 「もしもジャイアンがスーパーマンになったら」 - Moshimo Jaian ga Sūpāman ni nattara | 13 settembre 1979 | 21 dicembre 1982 |
| 143   | 136   | La macchina del comando 「人間あやつり機」 - Ningen'ayatsuriki | 14 settembre 1979 | 22 dicembre 1982 |
| 144   | 137   | La giacca in più 「オーバーオーバー」 - Ōbāōbā | 15 settembre 1979 | 22 dicembre 1982 |
| 145   | 138   | Caccia al tesoro 「宝さがしごっこ」 - Takara sagashi-gokko | 17 settembre 1979 | 22 dicembre 1982 |
| 146   | 139   | Fossili di giornata 「化石大発見!」 - Kaseki daihakken! | 18 settembre 1979 | 23 dicembre 1982 |
| 147   | 140   | Il bastone della paura 「びっくり箱ステッキ」 - Bikkuribakosutekki | 19 settembre 1979 | 23 dicembre 1982 |
| 148   | 141   | Riflessi lenti 「ゆっくり反射ぞうきん」 - Yukkurihanshazōkin | 20 settembre 1979 | 23 dicembre 1982 |
| 149   | 142   | Una casa mangiapersone 「人食いハウス」 - Hito-gui hausu | 21 settembre 1979 | 24 dicembre 1982 |
| 150   | 143   | Caccia al topo 「ネズミとばくだん」 - Nezumitobakudan | 22 settembre 1979 | 24 dicembre 1982 |

### Episodi 151 - 200
| Nº Ja | Nº It | Titolo italiano Giapponese 「Kanji」 - Rōmaji | In onda           | In onda          |
| Nº Ja | Nº It | Titolo italiano Giapponese 「Kanji」 - Rōmaji | Giapponese        | Italiano         |
| 151   | 144   | Imparerò a nuotare 「ソウナルじょう」 - Sōnarujō | 24 settembre 1979 | 24 dicembre 1982 |
| 152   | 145   | Il super cappello 「エスパーぼうし」 - Esupā bōshi | 25 settembre 1979 | 27 dicembre 1982 |
| 153   | 146   | Alla ricerca dei risparmi perduti 「見たままスコープ」 - Mita mama sukōpu | 26 settembre 1979 | 27 dicembre 1982 |
| 154   | 147   | Il giocattolo umano 「人間ラジコン」 - Ningenrajikon | 27 settembre 1979 | 27 dicembre 1982 |
| 155   | 148   | La spada magica 「名刀「電光丸」」 - Meitou 'denkou maru' | 28 settembre 1979 | 28 dicembre 1982 |
| 155   | 148   | Giangi sfida Guglielmo in un duello di scherma, così Doraemon offre al giovane una la spada elettronica, in grado di intuire le mosse avversarie. Dopo essere tornato indietro nel tempo per provare la spada, Guglielmo la perde. Fortunatamente Giangi non sfiderà più Guglielmo, siccome ha il raffreddore. |                   |                  |
| 156   | 149   | Gas cura vizi 「くせなおしガス」 - Kusenaoshigasu | 29 settembre 1979 | 28 dicembre 1982 |
| 157   | 150   | L’angelo custode 「ミチビキエンゼル」 - Michibikienzeru | 1º ottobre 1979   | 28 dicembre 1982 |
| 157   | 150   | Doraemon ha il raffreddore e dà a Guglielmo un angelo custode, un burattino in grado di suggerire le migliori decisioni. Tuttavia l'angelo non sempre si dimostra intelligente a prendere le decisioni. Tornato a casa, il ragazzo scopre che Doraemon ha perso una vite e, mentre la cerca, Giangi gli sottrae il burattino, che si comporta come con Guglielmo. |                   |                  |
| 158   | 151   | La macchina vendicatrice 「にがてつくり機」 - Niga te tsukuri ki | 2 ottobre 1979    | 29 dicembre 1982 |
| 158   | 151   | Giangi fa uno scherzo a Guglielmo; Doraemon allora tira fuori la macchina vendicatrice, capace di far sì che una persona abbia paura di una determinata cosa. Guglielmo e Doraemon pertanto fanno sì che Giangi abbia paura dei cani e quindi dello stesso Guglielmo. Infine Doraemon fa sì che Guglielmo abbia paura dei pisolini, ma il chiusky non fa effetto. |                   |                  |
| 159   | 152   | Il cucciolo 「台風のフー子」 - Taifuu no Fūko | 3 ottobre 1979    | 29 dicembre 1982 |
| 159   | 152   | Doraemon dà a Guglielmo uno speciale uovo da cui nascerà un animale da accudire. Tuttavia quando l'uovo si schiude esce un tifone, che il ragazzo chiama Foppo. Presto il tifone crea danni in casa e Guglielmo è costretto ad abbandonarlo, ma non riesce. Tuttavia quella notte Foppo riesce a fermare una tempesta di vento. |                   |                  |
| 160   | 153   | La pozione sbagliata 「見えなくなる目ぐすり」 - Mie naku naru me gusu ri | 4 ottobre 1979    | 29 dicembre 1982 |
| 160   | 153   | Guglielmo vuole riprendersi un libro che ha prestato a Giangi, siccome sull'ultima pagina ha scritto una frase offensiva. Doraemon pertanto gli dà la pozione che rende invisibili, ma sbaglia e gli dà la pozione che rende gli altri invisibili agli occhi di Guglia. Il ragazzo, ignaro dell'incidente, si reca da Giangi per riprendersi il libro; di conseguenza il bullo scopre la scritta e picchia Guglielmo. |                   |                  |
| 161   | 154   | Comandante e… comandati 「階級ワッペン」 - Kaikyūwappen | 5 ottobre 1979    | 30 dicembre 1982 |
| 162   | 155   | Adulti bambini 「パパもあまえんぼ」 - Papamoamaenbo | 6 ottobre 1979    | 30 dicembre 1982 |
| 163   | 156   | La doccia che inganna 「いないいないシャワー」 - Inai inai shawā | 8 ottobre 1979    | 30 dicembre 1982 |
| 164   | 157   | Il cappello fa ciò che vuoi 「石ころぼうし」 - Ishikoro boushi | 9 ottobre 1979    | 31 dicembre 1982 |
| 164   | 157   | Guglielmo vorrebbe evitare le scocciature dei genitori e di Doraemon, nonostante lo facciano per il suo bene. Di conseguenza Doraemon tira fuori il cappello fa ciò che vuoi: quando qualcuno lo indossa, nessuno gli dirà cosa deve fare. Il cappello però fa in modo che gli altri non possano più vedere Guglielmo, che di conseguenza rimane vittima di una serie di eventi sfortunati; inoltre il ragazzo non riesce a togliere il cappello quando vorrebbe. Alla fine viene bagnato casualmente dalla madre e può liberarsi dal cappello: nonostante i genitori rimproverino Guglielmo, quest'ultimo è contento che tutti si occupino di lui. |                   |                  |
| 165   | 158   | Una giornata fortunata 「よかん虫」 - Yo kan mushi | 10 ottobre 1979   | 31 dicembre 1982 |
| 166   | 159   | Cavalli finti 「はいどうたづな」 - Hai dō tadzu na | 11 ottobre 1979   | 31 dicembre 1982 |
| 167   | 160   | La politica di Guglia 「ポータブル国会」 - Pōtaburu kokkai | 12 ottobre 1979   | 3 gennaio 1983   |
| 167   | 160   | Una zia di Guglielmo non verrà a fare visita a causa dei prezzi alti dei biglietti del treno. Doraemon pertanto tira fuori il gioco del parlamento portatile: mettendo all'interno un foglio con scritto una legge, essa verrà approvata in Giappone. Doraemon usa il chiusky per abbassare i prezzi e permettere alla zia di acquistare il biglietto, ma presto Guglielmo inizia ad abusarne, finendo col voler promulgare leggi a suo favore. Il chiusky però esplode per via di un meccanismo che ne causa la distruzione se usato male. |                   |                  |
| 168   | 161   | La medicina della velocità 「のろのろじたばた」 - Noronoro Jitabata | 13 ottobre 1979   | 3 gennaio 1983   |
| 168   | 161   | A causa della pigrizia di Guglielmo, Doraemon vorrebbe fargli prendere la medicina dei movimenti veloci, ma il ragazzo riesce a fare in modo che sia il robot a prenderla, che inizia allora ad assillare costantemente Guglielmo. Poi quest'ultimo a causa di un errore beve la medicina lenta ed è costretto a camminare più lentamente di una lumaca. Quella sera l'effetto delle medicine è finito, ma i genitori prendono la medicina veloce e si trovano a correre dentro casa. |                   |                  |
| 169   | 162   | La mappa radar 「トレーサーバッジ」 - Torēsā bajji | 15 ottobre 1979   | 3 gennaio 1983   |
| 169   | 162   | Guglielmo deve cercare tre ragazzi per una partita di baseball; per aiutarlo, Doraemon tira fuori la mappa radar, in grado di rintracciare la presenza delle persone. I ragazzi però capiscono quanto Guglielmo sta facendo e lo picchiano. |                   |                  |
| 170   | 163   | Papà di sé stesso 「りっぱなパパになるぞ!」 - Rippanapapaninaruzo! | 16 ottobre 1979   | 4 gennaio 1983   |
| 171   | 164   | Non ti scordar di me 「わすれ鳥」 - Wasure tori | 17 ottobre 1979   | 4 gennaio 1983   |
| 172   | 165   | Le commissioni di Guglia 「自動販売タイムマシン」 - Jidōhanbaitaimumashin | 18 ottobre 1979   | 4 gennaio 1983   |
| 173   | 166   | La cinepresa indiscreta 「こっそりカメラ」 - Kossorikamera | 19 ottobre 1979   | 5 gennaio 1983   |
| 174   | 167   | Guanti magici 「マジックハンド」 - Majikkuhando | 20 ottobre 1979   | 5 gennaio 1983   |
| 175   | 168   | La caramella della voce 「おそだアメ」 - Osodaame | 22 ottobre 1979   | 5 gennaio 1983   |
| 176   | 169   | Il sogno 「夢まくらのおじいさん」 - Yumemakura no ojiisan | 23 ottobre 1979   | 6 gennaio 1983   |
| 176   | 169   | A Nobisuke appare in sogno suo padre, che gli consiglia di essere più severo con Guglielmo. Nobisuke tuttavia si dimostra fin troppo severo con il figlio che, una volta appreso il perché del cambiamento, decide con Doraemon di tornare indietro nel tempo per conoscere il nonno paterno. I due amici osservano che il nonno verso Nobisuke ha lo stesso comportamento di quest'ultimo verso Guglielmo e a un certo punto convincono l'antenato a tornare indietro nel tempo, per dire a Nobisuke di essere più clemente verso Guglielmo. |                   |                  |
| 177   | 170   | Robot di carta 「ロボットペーパー」 - Robotto pēpā | 24 ottobre 1979   | 6 gennaio 1983   |
| 177   | 170   | Susy, Giangi, Zippo e Guglielmo giocano al gioco della lotta, ma quest'ultimo perde. Per fare i pupazzi del gioco più resistenti, Doraemon utilizza una speciale carta, in grado di far muovere i lottatori come se fossero vivi. Chiama quindi gli amici per la rivincita, ma ognuno ha un compito da svolgere: Guglielmo usa la carta per creare figure affinché svolgano la mansione al loro posto. Dopo che Guglielmo ha vinto con successo lo scontro, Giangi vuole rompere il lottatore, che finisce per scaraventare il bullo. |                   |                  |
| 178   | 171   | Guglia e la cintura nera 「黒おびのび太」 - Kuro obi Nobita | 25 ottobre 1979   | 6 gennaio 1983   |
| 179   | 172   | Super Mixer 「ウルトラミキサー」 - Urutoramikisā | 26 ottobre 1979   | 7 gennaio 1983   |
| 180   | 173   | Come fare un’isola 「無人島の作り方」 - Mujintō no tsukurikata | 27 ottobre 1979   | 7 gennaio 1983   |
| 181   | 174   | Trombe d’aria 「台風発生機」 - Taifūhasseiki | 29 ottobre 1979   | 7 gennaio 1983   |
| 182   | 175   | - non disponibile - 「新種植物せいぞう機」 - Shinshu shokubutsu sei zōki – "La macchina coltiva-piante" | 30 ottobre 1979   | 10 gennaio 1983  |
| 183   | 176   | - non disponibile - 「お金のいらない世界」 - Okanenoiranaisekai – "Un mondo senza soldi" | 31 ottobre 1979   | 10 gennaio 1983  |
| 184   | 177   | - non disponibile - 「アベコンベ」 - Abekonbe – "La bacchetta dell'opposto" | 1º novembre 1979  | 10 gennaio 1983  |
| 185   | 178   | La gomma magica 「ダイリガム」 - Dairigamu | 2 novembre 1979   | 11 gennaio 1983  |
| 186   | 179   | Il diamante porta sfortuna 「悪運ダイヤ」 - Akuundaiya | 3 novembre 1979   | 11 gennaio 1983  |
| 187   | 180   | - non disponibile - 「お金なんか大きらい!」 - Okane nanka dai kirai! – "Questioni di soldi" | 5 novembre 1979   | 11 gennaio 1983  |
| 188   | 181   | Peccati di gola 「おすそわけガム」 - Osusowakegamu | 6 novembre 1979   | 12 gennaio 1983  |
| 189   | 182   | Caccia al tesoro 「のび佐エ門の秘宝」 - Nobi sa e-mon no hihō | 7 novembre 1979   | 12 gennaio 1983  |
| 190   | 183   | L’orologio programmatore 「スケジュールどけい」 - Sukejūru do kei | 8 novembre 1979   | 12 gennaio 1983  |
| 191   | 184   | Uno strano autore 「あやうし!ライオン仮面」 - Ayaushi! Raion kamen | 9 novembre 1979   | 13 gennaio 1983  |
| 192   | 185   | Il cane resuscitato 「ペロ!生きかえって」 - Pero! Ikikaette | 10 novembre 1979  | 13 gennaio 1983  |
| 193   | 186   | Giangi cantante 「ジャイアンの心の友」 - Jaian no kokoro no tomo | 12 novembre 1979  | 13 gennaio 1983  |
| 194   | 187   | La teoria di Guglia 「大むかし漂流記」 - Dai mukashi hyouryuu ki | 13 novembre 1979  | 14 gennaio 1983  |
| 194   | 187   | Per avere conferma sulla teoria della tettonica delle placche, Guglielmo e Doreamon tornano indietro di 100 milioni di anni. Mentre i due amici pescano, perdono l'accesso alla macchina del tempo e si ritrovano bloccati sul carapace di una tartaruga preistorica, che inizia a inseguirli. Fortunatamente, grazie alla cintura del tempo, riescono a tornare alla loro epoca prima che il rettile li divori. |                   |                  |
| 195   | 188   | Il cannone 「どこでも大ほう」 - Doko Demo dai hou | 14 novembre 1979  | 14 gennaio 1983  |
| 195   | 188   | Il padre di Guglielmo è in ritardo per il lavoro: grazie a uno speciale cannone, Doraemon riesce a evitare che ciò avvenga, facendogli raggiungere in tempo il suo treno. Mentre Guglielmo mostra il cannone agli amici, il gruppo incontra un rapinatore che vuole essere spedito lontano. Doraemon e Guglielmo fortunatamente lo spediscono in commissariato, dove viene inseguito da un poliziotto. |                   |                  |
| 196   | 189   | Mangime miracoloso 「空とぶさかな」 - Sora tobu sakana | 15 novembre 1979  | 14 gennaio 1983  |
| 196   | 189   | Zippo si vanta di essere riuscito ad addestrare dei pesci, così Guglielmo e Doraemon vogliono fare altrettanto. Grazie a uno speciale mangime riescono letteralmente a far volare una moltitudine di pesci e a cavalcare uno squalo. Dopodiché Guglielmo mostra agli amici i pesci addestrati, suscitando la rabbia e l'invidia di Zippo, che riesce a scoprire la verità e cerca di fare altrettanto. Tuttavia gli animali inseguono lui e la madre. |                   |                  |
| 197   | 190   | - non disponibile - 「のび太ののび太」 - Nobita no Nobita – "I due Guglielmo" | 16 novembre 1979  | 17 gennaio 1983  |
| 198   | 191   | - non disponibile - 「ひい木」 - Hī ki – "La spilletta della generosità" | 17 novembre 1979  | 17 gennaio 1983  |
| 199   | 192   | - non disponibile - 「シャーロック・ホームズセット」 - Shārokku hōmuzusetto – "Il set di sherlock holmes" | 19 novembre 1979  | 17 gennaio 1983  |
| 200   | 193   | La scatola dei folletti 「小人ロボット」 - Kobitorobotto | 20 novembre 1979  | 18 gennaio 1983  |

### Episodi 201 - 235
| Nº Ja | Nº It | Titolo italiano Giapponese 「Kanji」 - Rōmaji | In onda          | In onda          |
| Nº Ja | Nº It | Titolo italiano Giapponese 「Kanji」 - Rōmaji | Giapponese       | Italiano         |
| 201   | 194   | Il cappello di Pollicino 「いっすんぼうし」 - Issun bōshi | 21 novembre 1979 | 18 gennaio 1983  |
| 202   | 195   | La sfilata di moda 「きせかえカメラ」 - Kisekaekamera | 22 novembre 1979 | 18 gennaio 1983  |
| 203   | 196   | Leggere la mano 「かならず当たる手相セット」 - Kanarazu ataru tesou setto | 23 novembre 1979 | 19 gennaio 1983  |
| 204   | 197   | Una medaglia 「オールシーズンバッチ」 - Ōrushīzunbatchi | 24 novembre 1979 | 19 gennaio 1983  |
| 205   | 198   | Il mantello 「ひらりマント」 - Hirarimanto | 26 novembre 1979 | 19 gennaio 1983  |
| 206   | 199   | - non disponibile - 「立ちユメぼう」 - Tachiyumebō – "Un sogno virtuale" | 27 novembre 1979 | 20 gennaio 1983  |
| 207   | 200   | Il traslocatore 「あちこちひっこそう」 - Achikochi hikkosou | 28 novembre 1979 | 20 gennaio 1983  |
| 208   | 201   | - non disponibile - 「ジーンと感動する話」 - Jīn to kandō suru hanashi – "Una storia commovente" | 29 novembre 1979 | 20 gennaio 1983  |
| 209   | 202   | Il diario del futuro 「あらかじめ日記はおそろしい」 - Arakajime nikki ha osoroshii | 30 novembre 1979 | 21 gennaio 1983  |
| 210   | 203   | Il cuscino dei sogni 「うつつまくら」 - Utsutsu makura | 1º dicembre 1979 | 21 gennaio 1983  |
| 211   | 204   | Suzy va a sciare 「はこ庭スキー場」 - Hako niwa sukī jou | 3 dicembre 1979  | 21 gennaio 1983  |
| 212   | 205   | Il registratore teiera 「ヤカンレコーダー」 - Yakanrekōdā | 4 dicembre 1979  | 24 gennaio 1983  |
| 213   | 206   | Guanti che toccano 「タッチ手ぶくろ」 - Tatchi tebukuro | 5 dicembre 1979  | 24 gennaio 1983  |
| 214   | 207   | La neve che scotta 「雪でアッチッチ」 - Yuki de atchitchi | 6 dicembre 1979  | 24 gennaio 1983  |
| 215   | 208   | La penna segreta 「ないしょペン」 - Naishopen | 7 dicembre 1979  | 25 gennaio 1983  |
| 216   | 209   | Il re dell’età della pietra 「石器時代の王さまに」 - Sekki jidai no ōsama ni | 8 dicembre 1979  | 25 gennaio 1983  |
| 217   | 210   | - non disponibile - 「ライター芝居」 - Raitā shibai – "Il gioco dello scrittore" | 10 dicembre 1979 | 25 gennaio 1983  |
| 218   | 211   | Giocare con le bambole 「人形あそび」 - Ningyō asobi | 11 dicembre 1979 | 26 gennaio 1983  |
| 219   | 212   | La lampada della paura 「怪談ランプ」 - Kaidan ranpu | 12 dicembre 1979 | 26 gennaio 1983  |
| 219   | 212   | Guglielmo vuole conoscere una storia raccapricciante, così Doraemon gli dà la lampada per storie paurose, capace di far avverare quanto si racconta. Quella sera, a una festa in casa di Giangi, Guglielmo racconta una storia dell'orrore agli amici e ogni volta che dice qualcosa ciò succede anche nella realtà, terrorizzando gli amici. |                  |                  |
| 220   | 213   | L'allevamento di dolci 「おかし牧草」 - Okashibokusō | 13 dicembre 1979 | 26 gennaio 1983  |
| 221   | 214   | La chiave di sesamo 「ゴマロック」 - Goma rokku | 14 dicembre 1979 | 27 gennaio 1983  |
| 222   | 215   | La pistola che scrive 「らくがきじゅう」 - Raku ga ki-jū | 15 dicembre 1979 | 27 gennaio 1983  |
| 223   | 216   | Visi cancellati 「消しゴムでノッペラボウ」 - Keshigomu de nopperabō | 17 dicembre 1979 | 27 gennaio 1983  |
| 224   | 217   | Gli ombrelli 「おかしなおかしなかさ」 - Okashina okashina kasa | 18 dicembre 1979 | 28 gennaio 1983  |
| 225   | 218   | Berretto da campioni 「エースキャップ」 - Ēsu kyappu | 19 dicembre 1979 | 28 gennaio 1983  |
| 226   | 219   | Il giornaletto del futuro 「百年後のフロク」 - Hyaku-nen-go no furoku | 20 dicembre 1979 | 28 gennaio 1983  |
| 227   | 220   | Gli eroi del televisore 「主役はめこみ機」 - Shuyakuhamekomiki | 21 dicembre 1979 | 31 gennaio 1983  |
| 228   | 221   | La vita è dura 「くろうみそ」 - Kurō miso | 22 dicembre 1979 | 31 gennaio 1983  |
| 229   | 222   | La palestra in casa 「アスレチックハウス」 - Asurechikkuhausu | 24 dicembre 1979 | 31 gennaio 1983  |
| 230   | 223   | Il biglietto della lotteria 「宝くじ大当たり」 - Takarakuji ooatari | 25 dicembre 1979 | 1º febbraio 1983 |
| 231   | 224   | Una montagna di pasticcini 「バイバイン」 - Baibain | 26 dicembre 1979 | 1º febbraio 1983 |
| 232   | 225   | - non disponibile - 「いやなお客の帰し方」 - Iyana okyaku no kaeshi-kata – "Un cliente sgradevole" | 27 dicembre 1979 | 1º febbraio 1983 |
| 233   | 226   | Missili fatti in casa 「手づくりミサイル大作戦」 - Tedzukuri misairu dai sakusen | 28 dicembre 1979 | 2 febbraio 1983  |
| 234   | 227   | Voglio un fratellino 「弟をつくろう」 - Otōto o tsukurou | 29 dicembre 1979 | 2 febbraio 1983  |
| 235   | 228   | Le canzoni di Giangi 「狂音波発振機」 - Kyō onpa hasshin-ki | 31 dicembre 1979 | 2 febbraio 1983  |

## Speciali
L’episodio speciale trasmesso il 3 ottobre 1979, inedito in Italia, era stato prodotto dalla Shin-Ei Animation nel 1978 e concepito come “episodio pilota” per l’intera serie animata, e per tale motivo – pur mantenendo i medesimi doppiatori – presenta alcune lievi differenze grafiche rispetto agli episodi della serie animata canonica. Tale speciale, in seguito non replicato, è stato reso disponibile in DVD nel 2004. Il primo episodio speciale della successiva serie del 2005 ha mantenuto il medesimo titolo e la stessa trama di tale episodio pilota.
| Nº Ja | Nº It | Giapponese 「Kanji」 - Rōmaji - Traduzione letterale                                               | In onda        | In onda  |
| Nº Ja | Nº It | Giapponese 「Kanji」 - Rōmaji - Traduzione letterale                                               | Giapponese     | Italiano |
| S1    | -     | 「勉強べやのつりぼり」 - Benkyō beya no tsuri bori – "Uno spazio per la pesca nella mia cameretta" | 3 ottobre 1979 | inedito  |